# معهد يو إف سي للأداء
معهد يو إف سي للأداء (بالإنجليزية: UFC Performance Institute)‏ هي منشأة فنون قتالية مختلطة رسمية، للترويج لبطولة يو إف سي الأمريكية. يقع المبنى في إنتربرايز، نيفادا مقابل يو إف سي أبيكس، ويعمل كمقر للشركة.